# Carolin Langenhorst
Carolin Langenhorst (* 3. Februar 1996 in Hamm) ist eine deutsche Snowboarderin.

## Werdegang
Langenhorst, die für den WSV Bischofswiesen startet, lief im Januar 2010 in Vratna ihre ersten Rennen im Europacup und belegte dabei den 24. Platz im Parallel-Riesenslalom und den 23. Rang im Riesenslalom. Beim Europäischen Olympischen Winter-Jugendfestival 2013 in Predeal gewann sie die Silbermedaille im Parallel-Riesenslalom. Im März 2013 wurde sie bei den Snowboard-Juniorenweltmeisterschaften 2013 in Erzurum im Parallelslalom und im Parallel-Riesenslalom jeweils Achte. Im Snowboard-Weltcup debütierte sie im Februar 2014 in Sudelfeld und belegte dabei den 35. Platz im Parallel-Riesenslalom. Bei den Snowboard-Juniorenweltmeisterschaften 2014 in Chiesa in Valmalenco gelang ihr der 12. Platz im Parallelslalom und der 11. Rang im Parallel-Riesenslalom.
In der Saison 2014/15 kam Langenhorst bei 12 Teilnahmen im Europacup, siebenmal unter die ersten Zehn. Dabei holte sie im Parallel-Riesenslalom in Livigno ihren ersten Europacupsieg und erreichte zum Saisonende den sechsten Platz in der Parallelwertung. Bei den Snowboard-Juniorenweltmeisterschaften 2015 in Yabuli errang sie den 12. Platz im Parallel-Riesenslalom und den 11. Platz im Parallelslalom. Ihr bestes Weltcupresultat in der Saison 2015/16 war jeweils der 26. Platz im Parallel-Riesenslalom in Carezza und in Parallelslalom in Cortina d’Ampezzo. Im Januar 2016 holte sie im Parallelslalom in Stara Planina ihren zweiten Europacupsieg. Bei den Snowboard-Juniorenweltmeisterschaften 2016 in Rogla gewann sie die Bronzemedaille im Parallel-Riesenslalom. Zudem wurde sie Vierte im Parallelslalom. Zum Saisonende erreichte sie im Parallelweltcup, im Parallelslalom-Weltcup und im Parallel-Riesenslalom-Weltcup jeweils den 35. Platz. Nach Platz eins im Parallelslalom beim Europacup in Landgraaf und zwei dritten Plätzen in Gerlitzen zu Beginn der Saison 2016/17, erreichte sie im Januar 2017 mit dem zweiten Platz im Parallel-Riesenslalom in Rogla ihre erste Podestplatzierung im Weltcup. Beim Saisonhöhepunkt den Snowboard-Weltmeisterschaften 2017 in Sierra Nevada belegte sie den 16. Platz im Parallelslalom und den 14. Rang im Parallel-Riesenslalom. Die Saison beendete sie auf dem 14. Platz im Parallel-Weltcup, auf dem 12. Rang im Parallelslalom-Weltcup und auf dem zehnten Platz im Parallel-Riesenslalom-Weltcup. Im Europacup gewann sie die Parallel-Riesenslalomwertung und errang in der Parallelwertung den zweiten Platz. In der Saison 2017/18 kam sie mit sechs Top-Zehn-Platzierungen jeweils auf den 12. Platz im Parallelslalom-Weltcup und im Parallel-Riesenslalom-Weltcup und auf den 11. Platz im Parallel-Weltcup. Beim Saisonhöhepunkt, den Olympischen Winterspielen 2018 in Pyeongchang, wurde sie Neunte im Parallel-Riesenslalom. Im folgenden Jahr fuhr sie bei den Weltmeisterschaften in Park City auf den 17. Platz im Parallelslalom und auf den siebten Rang im Parallel-Riesenslalom.
In der Saison 2019/20 errang Langenhorst mit vier Top-Zehn-Platzierungen, den 11. Platz im Parallel-Riesenslalom-Weltcup, den achten Platz im Parallelweltcup und den siebten Platz im Parallelslalom-Weltcup. Nach Platz sechs in Cortina d’Ampezzo zu Beginn der Saison 2020/21, belegte sie in Berchtesgaden den dritten Platz im Parallelslalom und erreichte zum Saisonende den neunten Platz im Parallel-Riesenslalom-Weltcup. Beim Saisonhöhepunkt, den Snowboard-Weltmeisterschaften 2021 in Rogla, errang sie im Parallel-Riesenslalom den 11. Platz und im Parallelslalom den zehnten Platz. In der Saison 2021/22 belegte sie mit sieben Top-Zehn-Platzierungen, darunter Platz drei im Parallel-Riesenslalom in Bannoye, den fünften Platz im Parallel-Weltcup. Bei den Olympischen Winterspielen 2022 in Peking wurde sie Siebte im Parallel-Riesenslalom.

## Persönliches
Langenhorsts Familie zog von Westfalen nach Bayern, als sie zweieinhalb Jahre war. Sie studiert Mathematik an der LMU München und ist Sportsoldatin.
In der Corona-Krise sprang Carolin Langenhorst als Helferin in der Telefonberatung des Gesundheitsamts in Bad Reichenhall ein. Im Oktober 2020 zeichnete der Bayerische Sportminister Joachim Herrmann sie daher mit dem Bayerischen Sportpreis in der Kategorie „beispielhaftes Engagement zur Bewältigung der Corona-Pandemie“ aus.

## Teilnahmen an Weltmeisterschaften und Olympischen Winterspielen

### Olympische Winterspiele
- 2018 Pyeongchang: 9. Platz Parallel-Riesenslalom
- 2022 Peking: 7. Platz Parallel-Riesenslalom

### Snowboard-Weltmeisterschaften
- 2017 Sierra Nevada: 14. Platz Parallel-Riesenslalom, 16. Platz Parallelslalom
- 2019 Park City: 7. Platz Parallel-Riesenslalom, 17. Platz Parallelslalom
- 2021 Rogla: 10. Platz Parallelslalom, 11. Platz Parallel-Riesenslalom
- 2023 Bakuriani: 10. Platz Parallel-Riesenslalom, 13. Platz Parallelslalom

## Weltcupsiege und Weltcup-Gesamtplatzierungen

### Weltcupsiege
| Nr. | Datum           | Ort   | Disziplin             |
| --- | --------------- | ----- | --------------------- |
| 1.  | 14. Januar 2023 | Scuol | Parallel-Riesenslalom |

### Weltcup-Gesamtplatzierungen
| Saison  | Parallel | Parallel | Parallel-Riesenslalom | Parallel-Riesenslalom | Parallelslalom | Parallelslalom |
| Saison  | Punkte   | Platz    | Punkte                | Platz                 | Punkte         | Platz          |
| ------- | -------- | -------- | --------------------- | --------------------- | -------------- | -------------- |
| 2013/14 | 20       | 51.      | 20                    | 48.                   | -              | -              |
| 2014/15 | -        | -        | -                     | -                     | -              | -              |
| 2015/16 | 217      | 35.      | 82                    | 35.                   | 135            | 35.            |
| 2016/17 | 2330     | 14.      | 1600                  | 10.                   | 730            | 12.            |
| 2017/18 | 3026,4   | 11.      | 2390                  | 12.                   | 636,4          | 12.            |
| 2018/19 | 2330     | 15.      | 1670                  | 11.                   | 660            | 20.            |
| 2019/20 | 2750     | 8.       | 1910                  | 11.                   | 840            | 7.             |
| 2020/21 | 243      | 11.      | 135                   | 9.                    | 108            | 11.            |
| 2021/22 | 370      | 5.       | 241                   | 6.                    | 129            | 7.             |
| 2022/23 | 254      | 14.      | 209                   | 8.                    | 45             | 25.            |